# Fågelbovägen 32
Fågelbovägen 32 är en roman skriven av Sara Kadefors, och utgiven av Piratförlaget i september 2006 (ISBN 91-642-0187-2). Den är Kadefors första vuxenroman. År 2010 annonserades att boken skulle filmatiseras med start hösten 2010, där Kadefors både skrivit manus och skulle regissera. År 2015 hade filmen ej ännu haft premiär.

## Handling
Boken handlar om Karin, en hjälpsam gynekolog och förälder som bestämmer sig för att hjälpa Katerina, en ung och psykiskt misshandlad kvinna från Moldavien, genom att ta hem henne till sig. Detta leder dock till oväntade problem, till exempel att Katerina inte vill ta emot den vård och ömhet som Karin vill ge, utan vill fortsätta arbeta som hushållerska och barnflicka precis som tidigare i sitt liv. Dessutom börjar Karin tvivla på att hon var den goda människa hon trodde sig vara.
Detta går så långt att hon vill skiljas från sin man. Vid bokens slut bestämmer hon sig dock för att fortsätta förhållandet.

## Uppmärksamhet
Boken har fått stor framgång, och är till exempel en del av kurslitteraturen för läkarprogrammet på Uppsala universitet för att ge en djupare inblick i till exempel vård av flyktingar, drivkraften att hjälpa andra och benämningar på sjukdomar som inte fanns förr.